# Leachville
Leachville es una ciudad en el condado de Misisipi, Arkansas, Estados Unidos. Para el censo de 2000 la población era de 1.981 habitantes.

## Geografía
Leachville se localiza a 35°55′53″N 90°15′16″O / 35.93139, -90.25444. De acuerdo a la Oficina del Censo de los Estados Unidos, la ciudad tiene un área total de 4,8 km², de los cuales el 100% es tierra.

## Demografía
Según el censo de 2000, había 1.981 personas, 788 hogares y 549 familias en la ciudad. La densidad de población era 412,7 hab/km². Había 866 viviendas para una densidad promedio de 180,7 por kilómetro cuadrado. De la población el 92,88% eran blancos, el 1,41% afroamericanos, el 0,30% amerindios, el 0.20% asiáticos, el 4,04% de otras razas y el 1,16% mestizos. El 9,54% de la población eran hispanos o latinos de cualquier raza.
Se contaron 788 hogares, de los cuales el 32,0% tenían niños menores de 18 años, el 56,6% eran parejas casadas viviendo juntos, el 10,2% tenían una mujer como cabeza del hogar sin marido presente y el 30,3% eran hogares no familiares. El 27,5% de los hogares estaban formados por un solo miembro y el 16,5% tenían a un mayor de 65 años viviendo solo. La cantidad de miembros promedio por hogar era de 2,51 y el tamaño promedio de familia era de 3,07 miembros.
En la ciudad la población estaba distribuida en: 27,3% menores de 18 años, 8,2% entre 18 y 24, 27,1% entre 25 y 44, 22,0% entre 45 y 64 y 15,4% tenían 65 o más años. La edad media fue 36 años. Por cada 100 mujeres había 93,3 varones. Por cada 100 mujeres mayores de 18 años había 87,6 varones.
El ingreso medio para un hogar en la ciudad fue de $25.789 y el ingreso medio para una familia $32.574. Los hombres tuvieron un ingreso promedio de $26.792 contra $17.083 de las mujeres. El ingreso per cápita de la ciudad fue de $15.360. Cerca de 12,4% de las familias y 17,3% de la población estaban por debajo de la línea de pobreza, 19,9% de los cuales eran menores de 18 años y 16,9% mayores de 65.